# Proplebeia
Genre
Espèces de rang inférieur
- † Proplebeia abdita Greco et Engel[1], 2011
- † Proplebeia dominicana Wille et Chandler[2], 1964
- † Proplebeia tantilla J. M. F. Camargo[3], 2000
- † Proplebeia vetusta J. M. F. Camargo[3], 2000

Proplebeia est un genre éteint d'abeilles sans dard (Meliponini),.

## Datation
Les quatre espèces connues du genre ont toutes été découvertes piégées dans de l'ambre dominicain (ambre de la République dominicaine) datant du Miocène inférieur à moyen, des étages Burdigalien et Langhien, soit il y a environ entre 20,4 et 13,8 Ma (millions d'années).

## Description
Ces abeilles fossiles étaient de taille minuscule avec une longueur et une envergure de quelques millimètres à peine. 

## Pollinisateur d'orchidées
Un spécimen de l'espèce Proplebeia dominicana, a montré, collé à son aile, une pollinie (petit globule contenant le pollen chez les orchidées), de la première orchidée fossile jamais répertoriée : Meliorchis caribea, avec son insecte pollinisateur.